# Lisa van Belle
Lisa van Belle (* 30. Januar 2004 in Zoetermeer) ist eine niederländische Radrennfahrerin, die auf Straße und Bahn aktiv ist.

## Sportlicher Werdegang
Lisa van Belle stammt aus einer radsportbegeisterten Familie, auch ihre älteren Brüder Bas van Belle und Loe van Belle waren bzw. sind professionnelle Rennfahrer. Als Juniorin war Lisa van Belle 2021 und 2022 Dritte bzw. Zweite der niederländischen Meisterschaften im Straßenrennen und fuhr mit der Nationalmannschaft in den Nachwuchsrennen der Flandern-Rundfahrt und von Gent–Wevelgem. 2023 fuhr sie für das Vereinsteam WV Schijndel, von dem sie 2024 zum belgischen Kontinentalteam Proximus-Cyclis CT wechselte. Siege konnte sie auf der Straße bislang nicht erzielen, ungeachtet einiger guter Resultate wie dem siebten Platz bei der Tour de Berlin Feminin.
Im Bahnradsport gewann Lisa van Belle 2022 und 2023 mehrere Medaillen bei niederländischen Meisterschaften. Anfang 2024 sprang sie bei den Europameisterschaften für die verletzte Maike van der Duin ein, um mit Marit Raaijmakers den Madison-Wettkampf zu fahren; sie erreichten den fünften Platz. In der Folge wurde sie auch zweimal im Nations Cup eingesetzt, wo sie in Hongkong den dritten Platz belegte, erneut mit Raaijmakers. Bei den Olympischen Spielen 2024 bestritt sie an der Seite von Maike van der Duin den Madison-Wettkampf, in dem die beiden Fahrerinnen die Bronzemedaille gewannen; Anfang 2025 wurde das Gespann Europameisterinnen.

## Erfolge
2024
- Olympische Spiele – Madison (mit Maike van der Duin)

2025
- Europameisterin – Madison (mit Maike van der Duin)
- Europameisterschaft – Ausscheidungsfahren
- U23-Europameisterin – Omnium
- U23-Europameisterschaft –  Madison (mit Yuli van der Molen)
- U23-Europameisterschaft – Einerverfolgung